# 仿宋體
仿宋體，簡稱仿宋，又稱宋朝體，是仿製宋朝雕版書籍字體而來的一種汉字传统印刷字体风格。仿宋体是一种采用宋体结构、楷书笔画的较为清秀挺拔的字体，笔画横竖粗细均匀，常用于排印副标题、诗词短文、批注、引文等，在一些读物中也用来排印正文部分。仿宋體亦是中華人民共和國之公文指定內文字體。

## 源流
仿宋体的風格有對宋朝刻書字體的繼承和吸收，但是作為一種字體，并不等同於宋朝的刻書體（故曰“仿宋”），而創製于近代。真正意义上的仿宋体開始於丁氏兄弟的“聚珍仿宋”。1915年丁善之和丁辅之兄弟二人集宋刻本字体的优点，同时参考了清刻本《朱柏庐治家格言》仿宋字的笔形设计，聘请当时的名刻工徐锡祥、朱义葆两人合刻铅质活字，创制了“聚珍仿宋体”，这款字体随后被视为现代仿宋体的鼻祖。这套字是整合了大量宋刻本的雕版字体的基础上重新设计的一款字体。1921年，中华书局开始用丁氏仿宋活字排印出版《四部备要》。
現代，仿宋體成為與宋體（又稱明體）、楷體、黑體並列的最基礎最常用的四種漢字印刷體之一。

## 特點

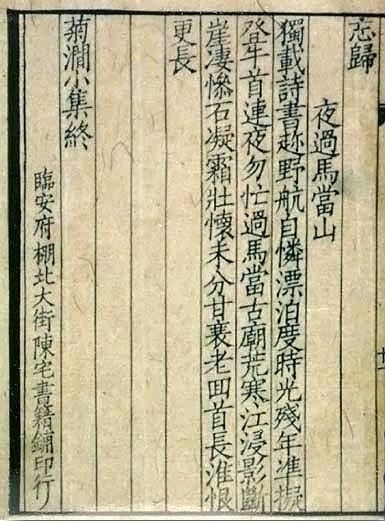
南宋臨安陳起陳宅書籍鋪的字體是仿宋體的基礎之一。

- 擁有楷體的筆型，橫畫向上斜，折筆明顯。
- 筆畫較直而均匀。
- 各筆劃等粗。
- 笔画末端有装饰的顿笔等元素

## 應用
- 中文打字機所使用的標準字體。

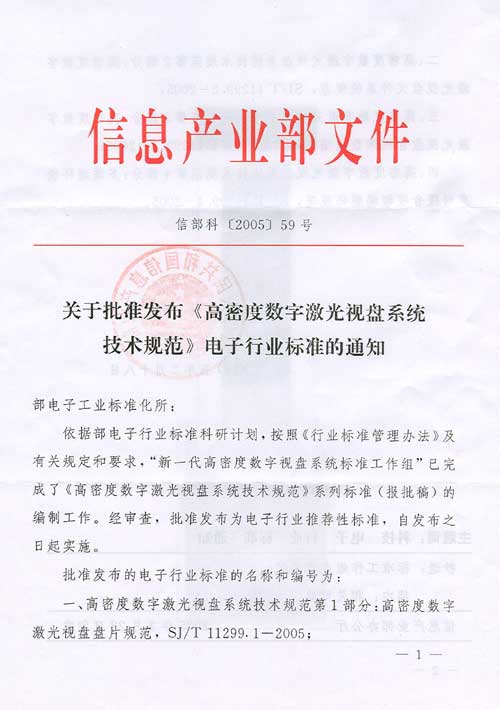
图为原中华人民共和国信息产业部印发的一份红头文件，正文即仿宋体。

- 在廣泛使用蠟紙油印的時代，仿宋體由於筆畫較細，並不會破壞蠟紙的韌性，因此成為實質上的標準字體，包括以漢字打字機打出及由刻字師所手寫和刻印的字體。
- 由於筆劃粗細相同，可以用一般的筆尖寫出，字跡端莊平穩，與楷體有不同風貌，也可以作爲漢字的手寫印刷體。
- 中华人民共和国国家标准 GB/T 9704—2012《党政机关公文格式》中规定「如无特别说明，公文格式各要素一般用3号仿宋体字。特定情况可以做适当调整。」[2]因此中国内地所谓紅頭文件的正文字体都是仿宋体。
- 在中國大陸，一般建築及機械製圖所用之手寫字體，即為仿宋體。為建築土木科組、都市規劃類組之新生於製圖課程時須練習的第一道習題，且必須練到隨時都能寫出之，不論以後是否繼續從事建築土木業，都必須於簽寫正式文件時使用。電腦輔助設計軟體也常提供工程字字型給設計師使用。